# Biarritz
Biarritz (baskisch Miarritze) ist eine französische Gemeinde im Département Pyrénées-Atlantiques in der Region Nouvelle-Aquitaine.
Die Stadt hat 25.810 Einwohner (Stand 1. Januar 2022), liegt im Arrondissement Bayonne und ist Hauptort (französisch chef-lieu) des Kantons Biarritz. Sie liegt im äußersten Südwesten Frankreichs und ist außerdem See- und Heilbad an der französischen Atlantikküste.

## Geschichte

### Gründungslegende
An der Küste leben einige Basken ärmlich vom Fischfang. Das schöne junge Mädchen Miarritze hat einen Traum: Gott verspricht ihr, die Seele seines Dieners Martin in ihr entlegenes Land zu schicken. Er werde als bunter Vogel erscheinen, der einen Fisch mit goldenen Schuppen im Schnabel trägt, als Zeichen des Reichtums, der den armen Leuten an der Küste geschenkt werde. Die Bewohner finden einige Tage später tatsächlich einen Eisvogel (frz. Martin-pêcheur, „Martinsfischer“). Durch Miarritze veranlasst bauen sie Schiffe, um auf Walfang zu gehen. Eines Tages strandet ein Schiff, Miarritze nimmt die Seefahrer, die sich Biarrins nennen und aus der Gascogne kommen, auf. Sie wird die Frau des Anführers und daraus entsteht der Name der Stadt Biarritz.

### Der Walfang
Im Mittelalter war Biarritz als Walfängerhafen bekannt, Wale traten in großer Zahl im Golf von Biskaya auf. Das Walfett wurde zu Lampenöl verarbeitet, aus den Knochen baute man Zäune, aus der Haut fertigte man Hüte und die Bespannung von Sesseln. Der Fischerhafen lag geschützt an einem Fels, bei Hochwasser konnte man die Wale an den flachen Strand ziehen und sie bei Ebbe zerteilen. Die Walzunge galt als besondere Kostbarkeit. Im 17. Jahrhundert waren die Wale ausgerottet und der Walfang endete.

### Von der Belle Époque bis heute
Danach war Biarritz (ältere Schreibung: Bearrits) bis in die Mitte des 19. Jahrhunderts ein eher unbedeutendes Fischerdorf. Um 1800 zählte es rund 200 Einwohner. Die Situation änderte sich, als 1854 Kaiserin Eugénie, die Ehefrau von Napoléon III., für zwei Monate nach Biarritz kam und der Kaiser ihr daraufhin eine Residenz bauen ließ, die das Paar danach regelmäßig im Sommer besuchte. Die Residenz dient heute als Hotel. Diese Besuche machten Biarritz bei anderen Königshäusern Europas bekannt, und so kamen die Könige von Belgien, Portugal und Württemberg, englische Lords und spanische Granden nach Biarritz, und Ende des 19. Jahrhunderts zählte die Stadt bereits etwa 10.000 Sommerbesucher.
1908 nahm Eduard VII. hier während eines Urlaubs die bis heute einzige Ernennung eines britischen Premierministers außerhalb Großbritanniens vor. In den 1920er Jahren war Biarritz eine Hauptstadt des Charleston. Ein gewisser Gustave Tissier war Direktor der Bank Crédit municipal de Biarritz. Im Dezember 1933 fälschte er Inhaberpapiere im vorgeblichen Wert von 261 Millionen Francs. Damit brachte er den Skandal um Alexandre Stavisky ins Rollen. Auch nach dem Zweiten Weltkrieg traf sich der internationale Adel in Biarritz.
In den 1960er Jahren endete das mondäne Zeitalter in Biarritz. Während Henry Kings Dreharbeiten für die Hemingway-Verfilmung Zwischen Madrid und Paris brachten der Drehbuchautor, Peter Viertel, und der angehende Produzent Dick Zanuck den Surfsport nach Biarritz. Begünstigt durch die Wellen der Biskaya zählen die Strände um Biarritz zu den Hochburgen der Wellenreiter in Europa. Zugleich setzte der Massentourismus ein, und Biarritz entwickelte sich zu einem beliebten französischen Familienbad. Wie viele Bade- und Kurorte versucht Biarritz heute, eine weitere wirtschaftliche Grundlage im Kongresstourismus zu entwickeln.
Bei der Sturmflut an der europäischen Atlantikküste im Februar 2014 zerbrach der spanische Frachter Luno in zwei Teile, als er an der Mole von Biarritz strandete. Das Schiff musste in den darauf folgenden Monaten abgewrackt werden.
Vom 24. bis zum 26. August 2019 war Biarritz Austragungsort eines Gipfeltreffens der G7, der wichtigsten Wirtschaftsnationen.

## Städtepartnerschaften
- Augusta, Georgia (USA)
- Cascais (Portugal)
- Ixelles (Belgien)
- Saragossa (Spanien)

Panoramablick auf Biarritz vom Leuchtturm aus

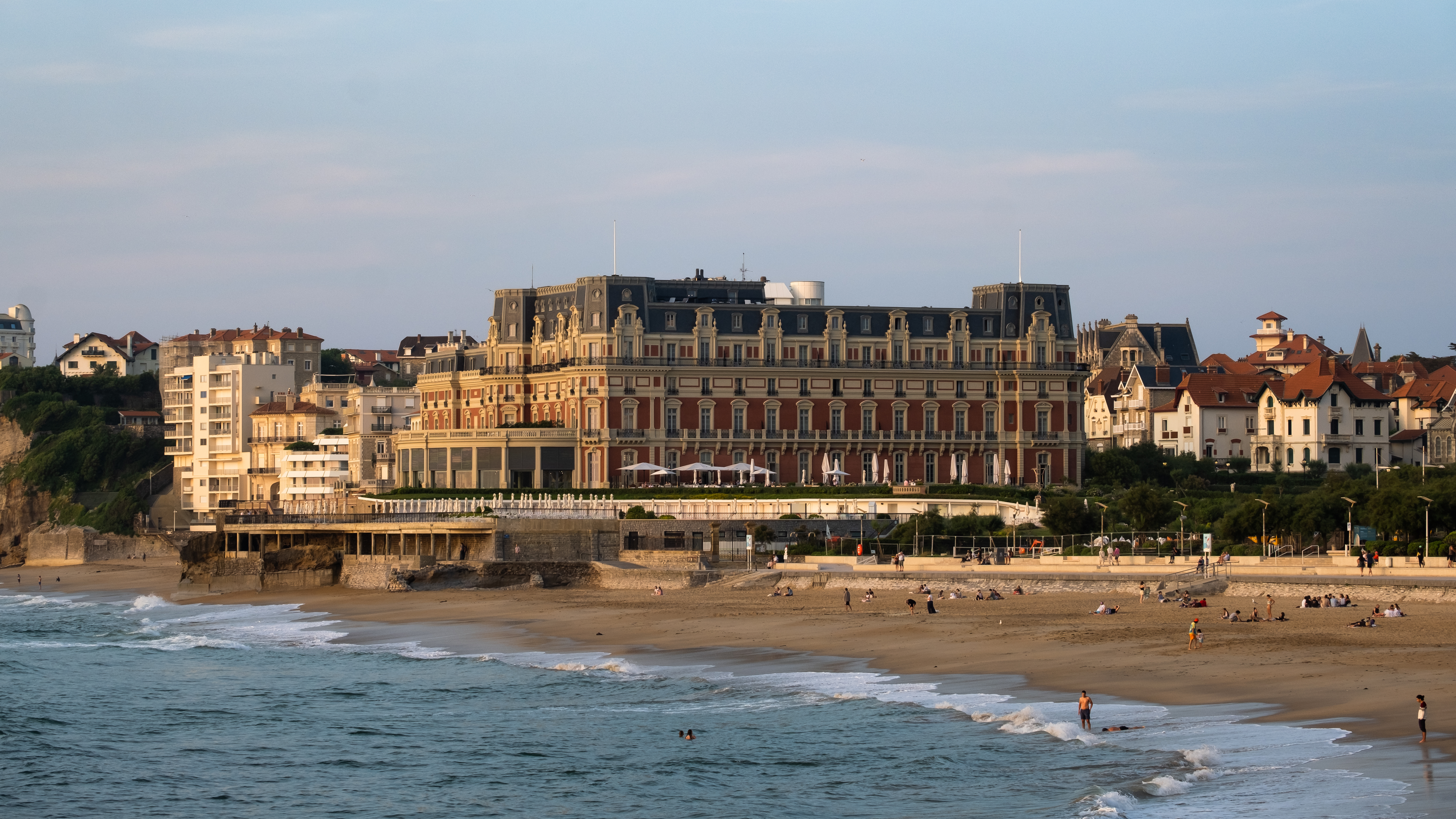
Hôtel du Palais, vormals Residenz der Kaiserin Eugénie

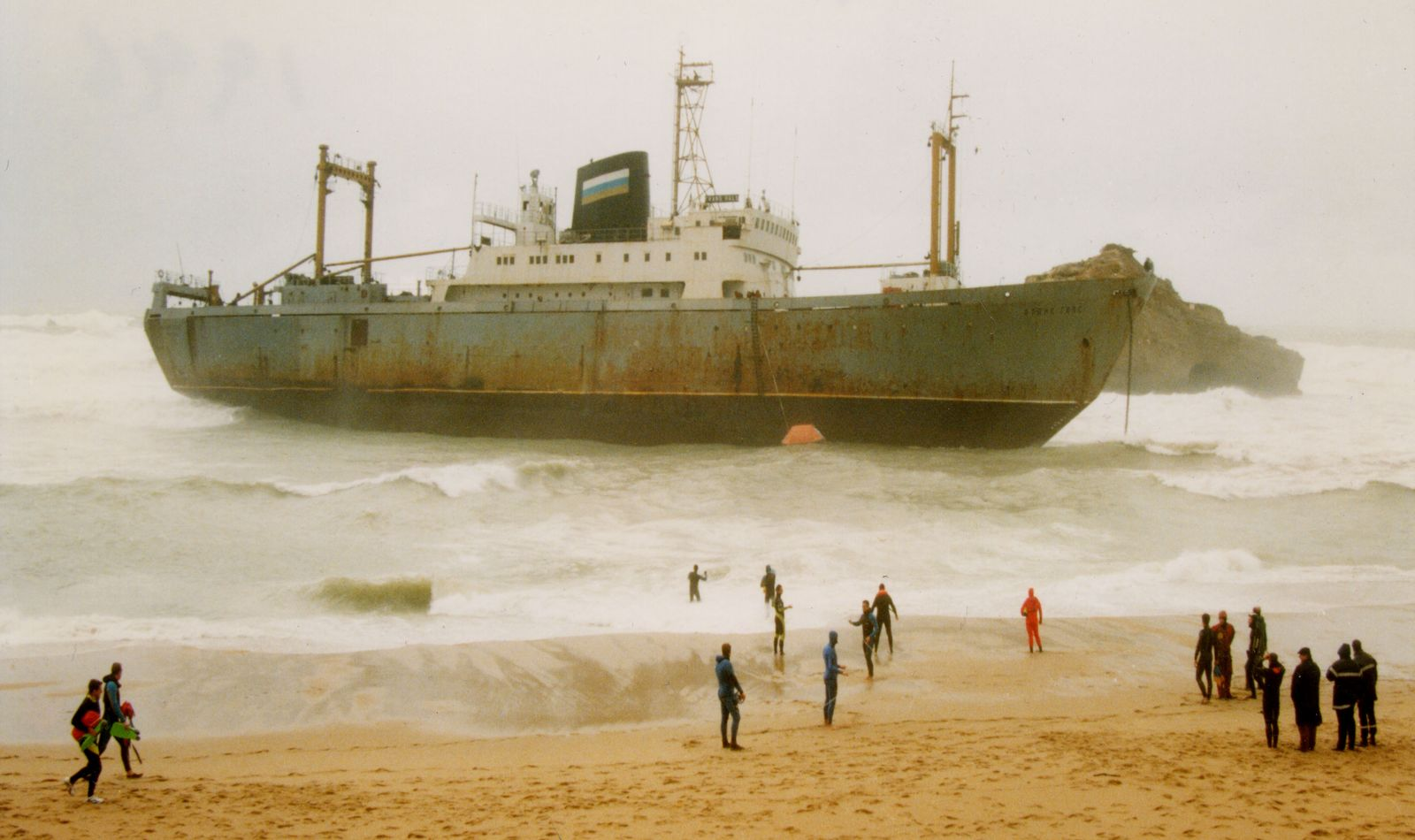
Gestrandetes Schiff, 1996

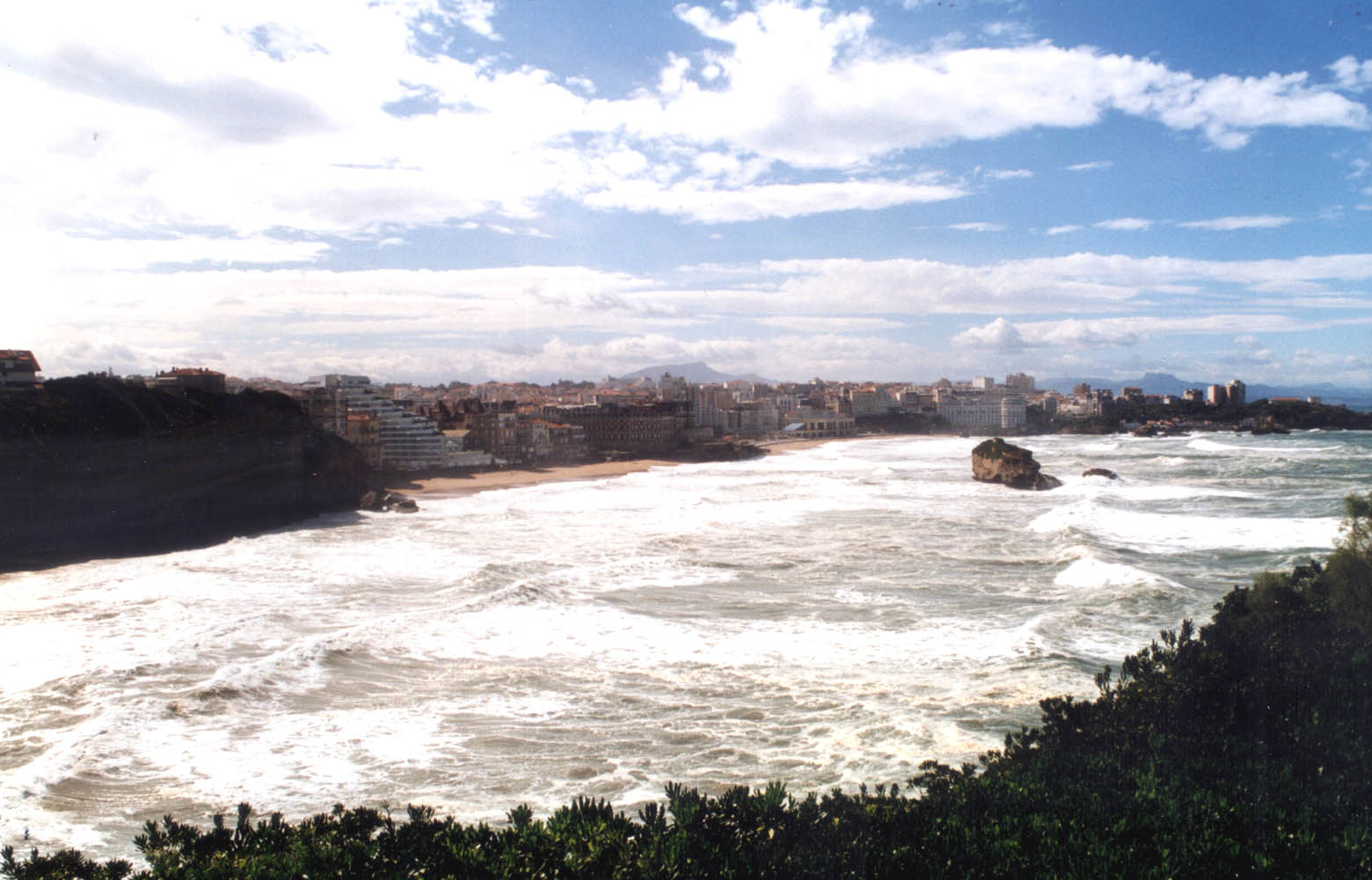
Stürmische See vor Biarritz

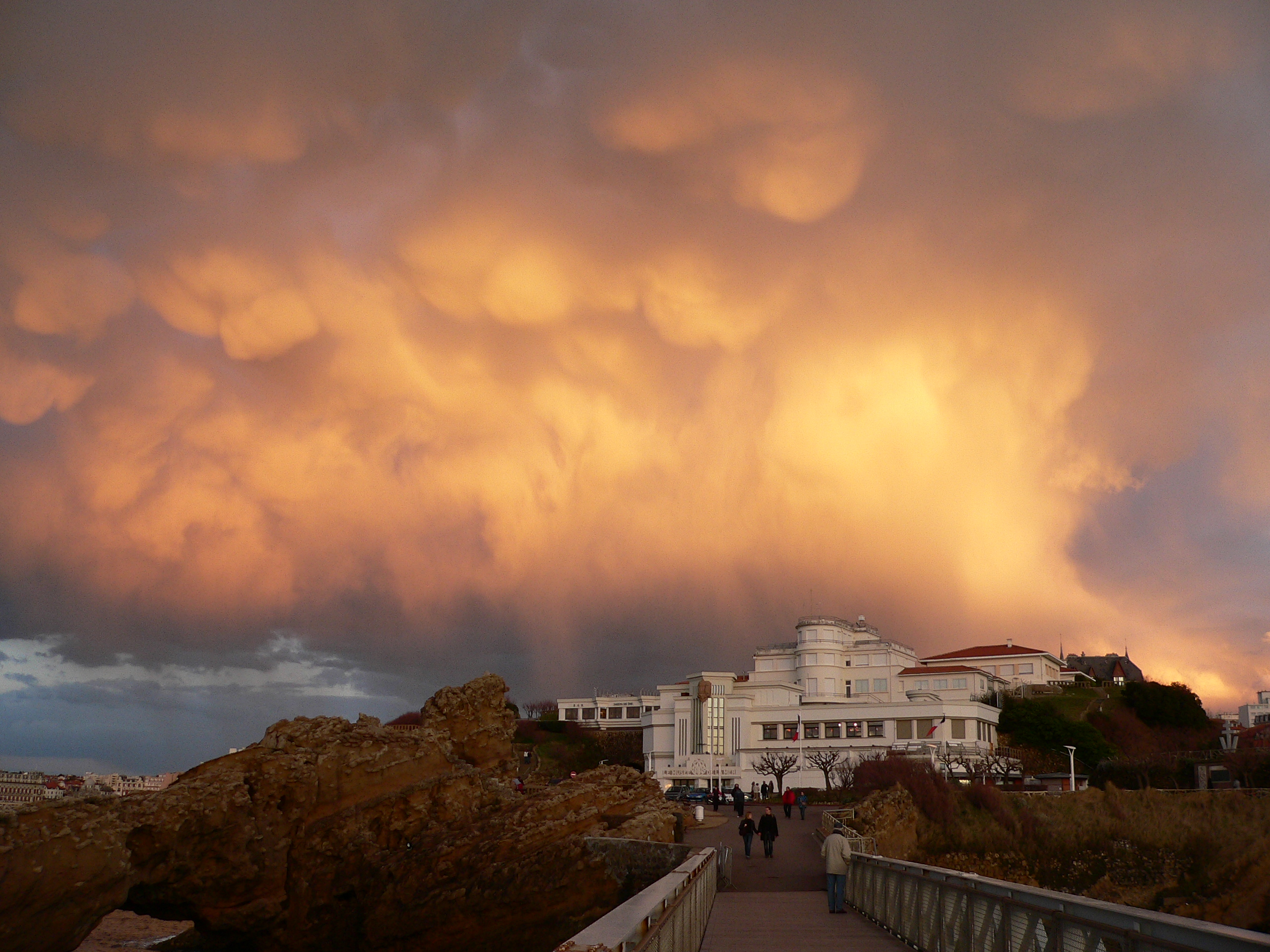
Musée de la Mer (Aquarium von Biarritz)

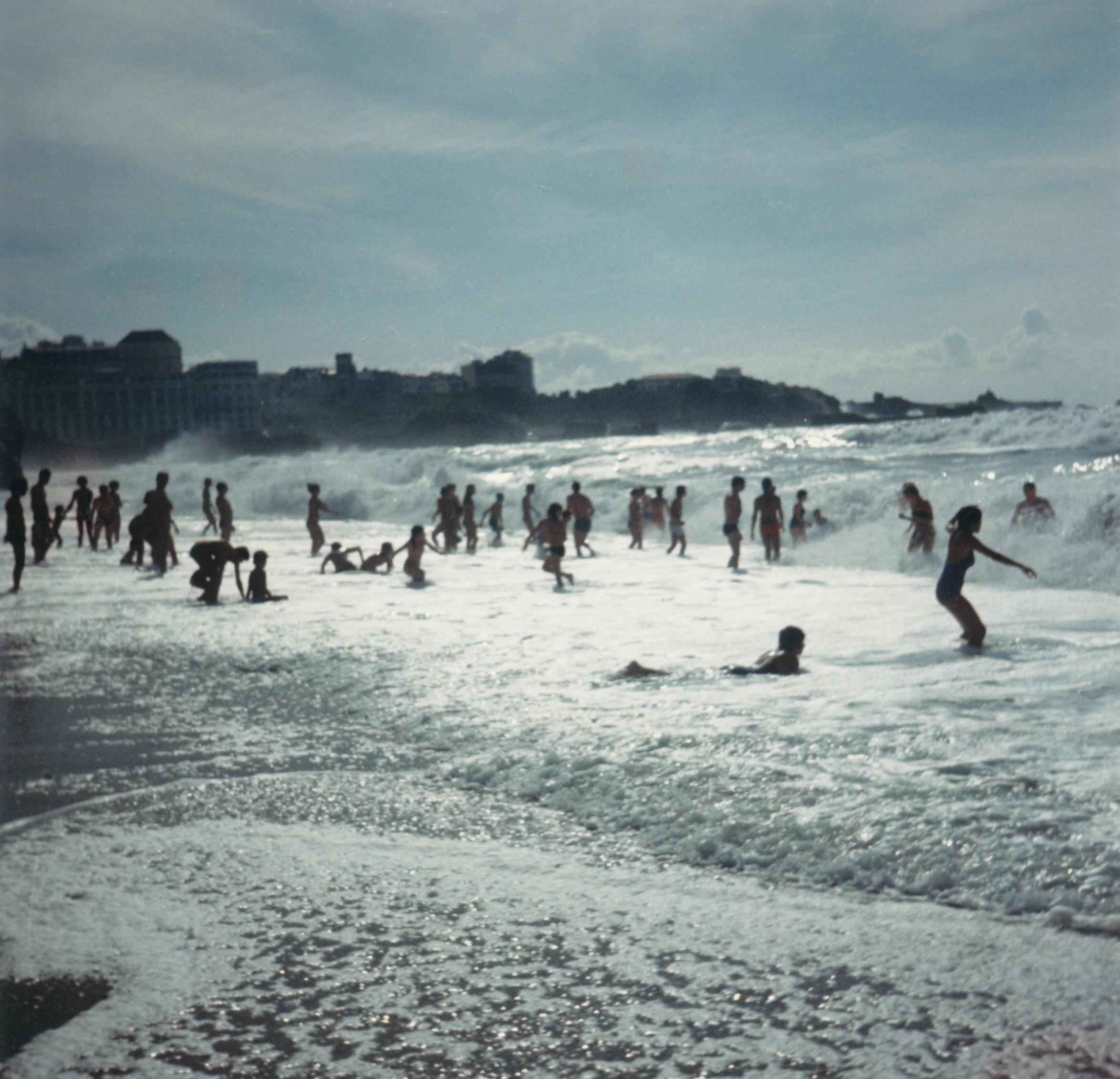
Badefreuden an der Grande Plage

- Jerez de la Frontera (Spanien)

## Sehenswürdigkeiten
- Place Georges-Clemenceau, der Mittelpunkt der Stadt[7]
- Die Strandpromenade an der Grande Plage mit dem 73 m hohen Leuchtturm, dem Phare de Biarritz von 1834
- Rocher de la Vierge, ein Felsenriff in der Nähe des Fischerhafens; das Riff ist über eine von Gustave Eiffel gebaute Brücke erreichbar
- Musée Historique de Biarritz, stadtgeschichtliches Museum
- Musée de la Mer, Seewasseraquarium und naturkundliche Sammlung
- Musée Asiatica, Sammlung asiatischer Kunst aus Indien, China, Nepal und Tibet
- Synagoge, 1904 eingeweiht
- Alexander-Newski-Kirche, geweiht am 25. September 1892 im Beisein von Mitgliedern des russischen Zarenhauses
- Château de Françon
- Villa Belza

## Sport
Bedeutendster Sportverein ist Biarritz Olympique, der vor allem für seine Rugby-Union-Mannschaft bekannt ist. Weitere beliebte Sportarten in Biarritz sind Wellenreiten, Golf und Pelota.

## Wirtschaft und Infrastruktur
Biarritz teilt sich den Flughafen Biarritz mit Anglet und Bayonne.

## Persönlichkeiten
in Biarritz geboren:
- François-Régis Bastide (1926–1996), Schriftsteller und Diplomat
- Yannick Bellon (1924–2019), Regisseurin und Filmeditorin
- Jean Borotra (1898–1994), Tennisspieler
- Pauline Carton (1884–1974), Schauspielerin (Theater und Kino)
- André Dassary (1912–1987), Operettensänger
- Léopold Eyharts (* 1957), Astronaut
- Ernest Fourneau (1872–1949), Pharmakologe und Chemiker, Entdecker des Sulfamids
- Maurice Journeau (1898–1999), Komponist
- Henri Lutz (1864–1919), Komponist
- Arnaud Massy (1877–1950), Golflegende
- André Navarra (1911–1988), Cellist
- Gina Pane (1939–1990), Künstlerin

in Biarritz gestorben:
- Louison Bobet (1925–1983), Radfahrer
- Pierre de Chevigné (1909–2004), französischer Oberst und Politiker, Minister der IV. Republik
- Leopoldo O’Donnell (1809–1867), spanischer Politiker und General
- Francisco León de la Barra (1863–1939), mexikanischer Diplomat und Politiker
- Léopold de Folin (1817–1896), französischer Marineoffizier, Ozeanograph, Zoologe
- Henri Lichtenberger (1864–1941), französischer Germanist
- Henry Russell (1834–1909), Höhlenforscher, Pionier der Besteigung der Pyrenäen
- Pablo de Sarasate (1844–1908), spanischer Violinist und Komponist

in Biarritz begraben:
- Daniel Balavoine (1952–1986), Sänger
- André Dassary (1912–1987), Sänger